# Pestalotia photiniae
Pestalotia photiniae är en svampart som beskrevs av Thüm. 1881. Pestalotia photiniae ingår i släktet Pestalotia och familjen Amphisphaeriaceae.   Inga underarter finns listade i Catalogue of Life.